# Václav Bouček (politik KSČ)
Václav Bouček (12. října 1903 – ?) byl český a československý politik Komunistické strany Československa a poúnorový poslanec Národního shromáždění ČSR.

## Biografie
Ve volbách roku 1954 byl zvolen do Národního shromáždění za KSČ ve volebním obvodu Plzeň. V parlamentu setrval do konce funkčního období, tedy do voleb roku 1960. K roku 1954 se profesně uvádí jako člen Světové rady míru, člen předsednictva československého výboru obránců míru a instruktor-tavič v Závodech V. I. Lenina.